# تاريخ سيبيريا

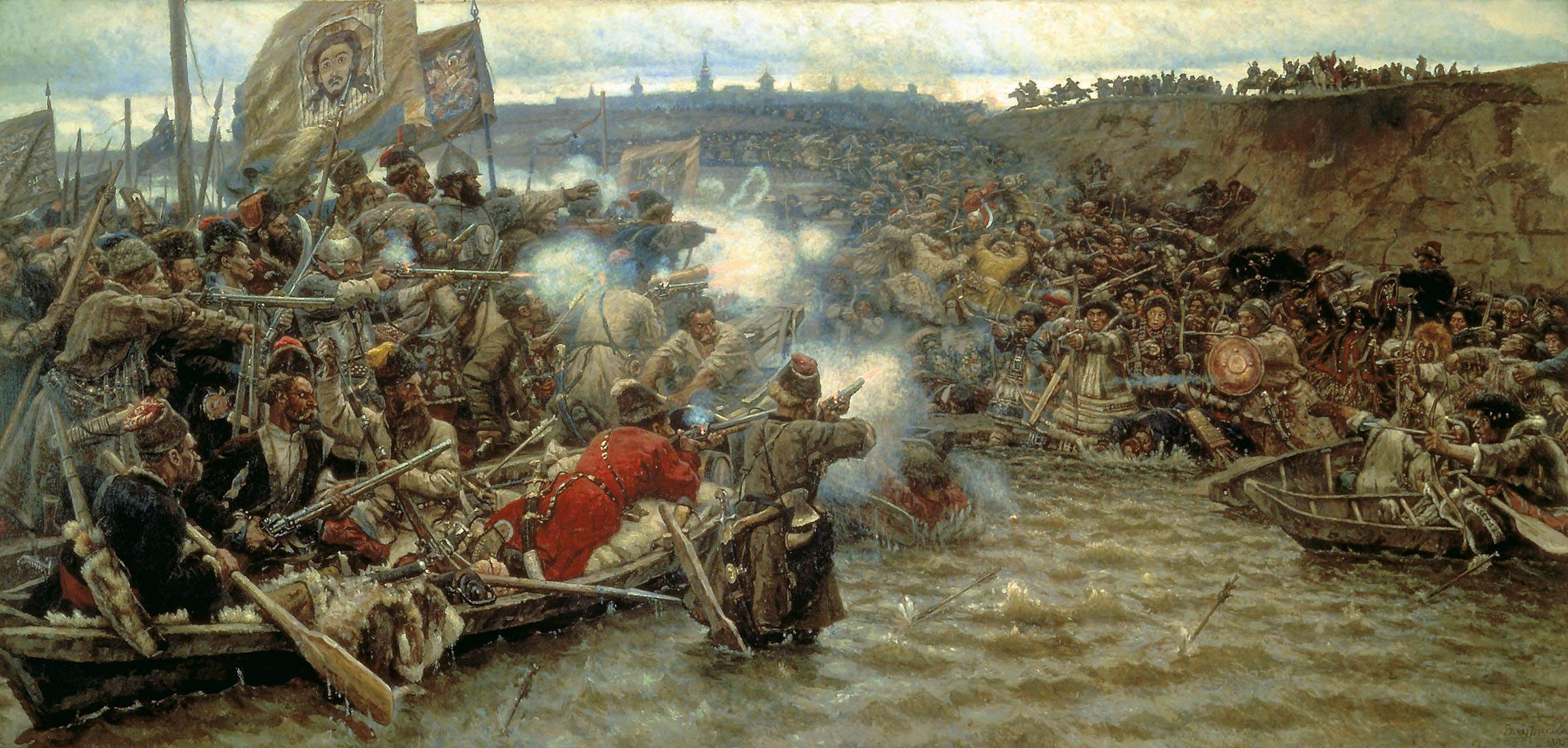

تأثر تاريخ سيبيريا المبكر كثيراً بالشعوب الرحل المتطورة مثل السكوثيين على الجانب الغربي من سلسلة جبال الأورال، وشعب شيونغنو على الجانب الشرقي للأورال، وهما حضارتان ازدهرتا قبل الميلاد. استوطنت الشعوب الرُحل المختلفة والمتعاقبة سهوب سيبيريا، من بينها شعب الخيتان والعديد من الشعوب التركية، وصولاً إلى الإمبراطورية المغولية، وفي العصور الوسطى المتأخرة، انتشرت البوذية التبتية في مناطق جنوب بحيرة بايكال.
خلال عصر الإمبراطورية الروسية، نمت سيبيريا بشكل جوهري وأصبحت إقليماً زراعياً. استغلتها الحكومة أيضاً لنفي الناس، فأرسلت أشخاصاً أمثال أفاكوم وديستويفسكي والديسمبريين -من بين آخرين- للعمل في المعسكرات ضمن سيبيريا. خلال القرن التاسع عشر، شُيّدت سكة الحديد العابرة لسيبيريا، ما ساهم في دعم الصناعة ضمن المنطقة. أدى ذلك أيضاً إلى اكتشاف واستغلال مخازن سيبيريا الهائلة من المصادر المعدنية.

## العصور الوسطى
كان للمغول منذ القدم علاقات مع شعوب غابات سيبيريا (تايغا). وأطلقوا على سكان تلك المنطقة اسم «أوين إرغيد» أي «شعب الغابة». لم تختلف معظم شعوب سيبيريا، كالبارغا والأوريانخاي، كثيراً عن الشعب المغولي. في المقابل، كانت القبائل التي استوطنت في محيط بحيرة بايكال تتحدث اللغة المغولية، بينما تحدّثت الشعوب في الغرب لغاتٍ مثل التركية والسامودية والينيسية.
بحلول عام 1206، احتل جنكيز خان جميع القبائل المغولية والتركية في منغوليا وجنوبي سيبيريا. في عام 1207، أخضع الابن الأكبر لجنكيز، وهو جوجي خان، شعوب غابات سيبيريا، من بينهم شعب الأوريانخاي والخاكيون والبورياتيون والتوفان والقرغيز وشعب الأويرات. ثم نظّم جوجي خان الشعوب السيبيرية وقسمها في 3 تومينات (وحدات).
أصبحت سيبيريا الغربية تحت حكم القبيلة الذهبية. حكم نسل أُردو خان، وهو الابن البكر لجوجي، تلك المنطقة بشكل مباشر. في مستنقعات سيبيريا الغربية، أُقيمت محطات للتزود بالمؤن على الطرق التي تسير عليها زلاجات تجرها الكلاب، وكان الهدف منها تسهيل جمع الأتاوات.
في عام 1270، أرسل قبلاي خان مبعوثاً صينياً مع مجموعة من المستوطنين ليتبوأ منصب قاضٍ في مناطق حوض القرغيز والتوفان. احتلّ كايدو، وهو حفيد أوغيديل، أجزاء من سيبيريا الوسطى منذ عام 1275 وتباعاً. واحتلت جيوش سلالة يوان تحت قيادة الجنرال القبجاقي تُتُغ الأراضي القرغيزية من جديد عام 1293. ومنذ ذلك الحين، سيطرت سلالة يوان على أجزاء كبيرة من منتصف وشرقي سيبيريا.

### نوفغورود وموسكوفي
منذ بدايات القرن الحادي عشر، توغّل سكان نوفغورود في أجزاء من سيبيريا في عدة مناسبات. في القرن الرابع عشر، استكشف سكان نوفغورود بحر كارا ونهر أوب غربي سيبيريا. وعقب سقوط جمهورية نوفغورود، ورثت دوقية موسكو الكبرى علاقات نوفغورود مع روسيا الشمالية وسيبيريا. في التاسع من شهر مايو عام 1483، زحفت الجيوش الموسكوفية التابعة للأميرين فيودو كوربسكي-تشيرني وإيفان سالتيك-ترافِن نحو الجزء الغربي من سيبيريا. زحفت الجيوش مروراً بأنهار تافدا وتورا وإيرتيش، ووصلت إلى نهر أوب. في عام 1499، وصل الموسكوفيون وجيوش نوفغورود إلى الجزء الغربي من سيبيريا حتى نهر أوب، وأخضعت الجيوش بعض القبائل المحلية.

## خانية سيبير
تفككت القبيلة الذهبية في أواخر القرن الخامس عشر، وأنشئت عقب ذلك خانية سيبير ومركزها تيومين. تنافست سلالة تايبوغيد غير البورجيغينية مع نسل شيبان، وهو أحد أبناء جوجي.
في أوائل القرن السادس عشر، أخضع التتر الفارون من تركستان القبائل المتباعدة التي تقطن الأراضي المنخفضة شرق جبال الأورال. جُلب المزارعون والصباغون والتجار والملة من تركستان، ونشأت عدة إمارات صغيرة حول نهري إيرتيش وأوب. توحدت تلك الإمارات تحت قيادة الخان يداكار محمد قازان. لكن الصراع مع الروس، الذين كانوا يستعمرون الأورال، أدى إلى معارك مع دوقية موسكوفي. أرسل خان يادكار مفوضيه إلى موسكو عام 1555، وكان يدفع للروس أتاوة سنوية.

### يرماك والقوزاق
في منتصف القرن السادس عشر، احتلت القيصرية الروسية خانات قازان وأستراخان التتريتين، وضمت بذلك إقليم الفولغا بأكمله إلى القيصرية، فأصبح الطريق نحو جبال الأورال مفتوحاً. قادت عائلة ستروغانوف، والتي تضم عدداً من التجار الأثرياء، حملات لاستعمار المناطق في أقصى شرق روسيا، ثم أكملت الهجوم شرقاً. منح القيصر إيفان الرابع ممتلكات كبيرة قرب الأورال لأنيكي ستروغانوف، بالإضافة إلى امتيازات ضريبية، لذا نظم ستروغانوف حركة هجرة ضخمة جداً نحو تلك الأراضي. طوّرت عائلة ستروغانوف الزراعة والصيد وصيد الأسماك والملاحة واستخراج المعادن الخام من جبال الأورال، وبدأت علاقات تجارية مع قبائل سيبيريا.
في سبعينيات القرن السادس عشر، جنّد المستثمر سيميون ستروغانوف، وأبناء أنيكي ستروغانوف، الكثير من القوزاق لحماية مصالهم في مستوطنات الأورال من هجمات تتر الخانات السيبيرية، والتي قادها خان كوتشوم. اقترح ستروغانوف على زعيم القوزاق، المدعو يرماك، والذي جنّده ستروغانوف عام 1557، غزو خانية سيبير، ووعده بتقديم العون والمؤن الكافية من الطعام والعتاد.
في عام 1581، بدأ يرماك رحلته في أعماق سيبيريا بصحبة فرقة مؤلفة من 1636 رجلاً، وساروا عبر نهري تاغيل وتورا. ووصلوا في العام التالي إلى نهر توبول، واستطاع 500 رجل من الفرقة حصار قاشليق، معقل خان كوتشوم، قرب ما يُعرف اليوم بمدينة توبولسك. بعدما انتصر يرماك وجيشه على جيش خان في عدة مواقع، تمكنوا من هزيمة القوات الرئيسة لكوتشوم في نهر إيرتيش عقب معركة «رأس تشوفاش» عام 1582، والتي دامت 3 أيام. انسحب مَنْ تبقى مِن جيش كوتشوم إلى السهوب، وهجروا معاقلهم فاستولى يرماك عليها، ووفقاً للتقليد المتبع، أهدى يرماك سيبيريا إلى القيصر إيفان الرابع، فاستعاد رضا القيصر بهذا الإنجاز.
ظلّ كوتشوم قوياً، وهاجم يرماك بغتةً في جنح اللليل عام 1585، وقتل معظم شعبه. أُصيب يرماك خلال المعركة وحاول السباحة عبر نهر واغاي، لكنه غرق إثر ثقل الزرد (نوع من الدروع) الذي كان يرتديه. اضطر القوزاق التابعون ليرماك إلى الانسحاب من سيبيريا بالكامل، لكن في كل عام، تأتي فرقٌ جديدة من الصيادين والمغامرين إلى المنطقة بدعم من موسكو. وبفضل استكشاف يرماك للمنطقة ومجاري الأنهار غرب سيبيريا، استطاع الروس لاحقاً استعادة جميع الأراضي التي احتلها يرماك بعد عدة أعوام.

## الاستكشاف الروسي والاستيطان
في أوائل القرن السابع عشر، تباطأت هجرة الروس إلى القسم الشرقي من البلاد بسبب الاضطرابات والمشاكل الداخلية في روسيا، وذلك في الفترة التي تُعرف بـ «زمن المتاعب» أو «زمن القلاقل». على أي حال، استُكمل استكشاف واستعمار أراضٍ واسعة من سيبيريا بعد فترة قصيرة جداً، وقاد القوزاق، في أغلب الأوقات، عمليات الاستكشاف تلك من أجل الحصول على الفراء الثمينة والعاج. جاء القوزاق من جنوبي الأورال، بينما جاءت موجة أخرى من الروس عبر المحيط المتجمد الشمالي. عُرف هؤلاء الروس بالـ «بوموري»، وجاؤوا من شمال روسيا، حيث نشطت تجارة الفرو هناك مع مستعمرة مانغازيّا في شمال سيبيريا الغربية لفترة طويلة. في عام 1607، أُنشئت مستوطنة تورخانسك شمالي نهر ينيسي، قرب مصب نهر تونغوسكا الأخفض، وفي عام 1619، أُنشئت مستوطنة ينيسيسكي أوستروغ قرب نهر ينيسي في مصب نهر تونغوسكا الأعلى.
في عام 1620، انطلقت مجموعة من صائدي الفراء، بقيادة البطل شبه الأسطوري ديميد بياندا، من مستوطنة تورخانسك في رحلة طويلة جداً. وفقاً للقصص الشعبية المتعلقة بهذه القصة، والتي ظهرت بعد قرن من الحادثة، فبعد مرور ثلاث سنوات ونصف على انطلاق بياندا، يُقال إنه عبر مسافةً قدرها 7970 كلم من الأنهار السيبيرية الكبيرة. واستكشف نحو 2300 كلم من نهر تونغوسكا الأخفض (نيدجنايا تونغوسكا بالروسية)، وعقب وصوله إلى القسم العلوي من نهر تونغوسكا، استطاع الوصول إلى النهر السيبيري العظيم لينا، واستكشف نحو 2400 كلم من طول النهر.